# 471 Papagena
471 Papagena este un asteroid din centura principală, descoperit pe 7 iunie 1901, de Max Wolf.